# Жуде, Раду
Раду Жуде (рум. Radu Jude; род. 28 марта 1977, Бухарест, Румыния) — румынский кинорежиссёр и сценарист.

## Биография
В 2003 году Жуде окончил факультет режиссуры Бухарестского медиа-университета. Он работал помощником режиссёров художественных фильмов. Он снял несколько короткометражных фильмов. Жуде также снял около 100 рекламных роликов.
В 2007 году Жуде представляет свой дебют в художественных фильмах.

## Общественная позиция
В декабре 2023 года вместе с 50 другими кинематографистами Жуде подписал открытое письмо, опубликованное в издании Libération, с требованием прекращения огня и гибели мирных жителей во время израильского вторжения в сектор Газа в 2023 году, а также создания гуманитарного коридора для гуманитарных перевозок и освобождения заложников.

## Фильмография

### Режиссёр
- Континенталь 25` (2025)
- Не ждите слишком многого от конца света (2023)
- Неудачный трах, или Безумное порно (2021)
- Заглавными буквами (2020)
- Отправление поездов (документальный, 2020)
- Мне плевать, если мы войдём в историю как варвары (2018)
- Мертвая страна (документальный, 2017)
- Истерзанные сердца (2016)
- Браво! (2015)
- Оно может пройти сквозь стену (короткометражка, 2014)
- Тень облака (короткометражка, 2013)
- Все в нашей семье (2012)
- Film pentru prieteni (2011)
- Самая счастливая девушка на свете (2009)
- Dimineața (короткометражка, 2007)
- Александра (короткометражка, 2006)
- Телевизор в шляпе (короткометражка, 2006)
- Семья (сериал, 2002)

### Сценарист
- Не ждите слишком многого от конца света (2023)
- Истерзанные сердца (сценарий основан на романе Макса Блехера, 2016)
- Браво! (2015)
- Оно может пройти сквозь стену (2014)
- Все в нашей семье (2012)
- Film pentru prieteni (2011)
- My Tired Father (2011)
- Stanka se pribira vkashti (2010)
- Самая счастливая девушка на свете (2009)
- Dimineața (короткометражка, 2007)
- Александра (короткометражка, 2006)

### Ассистент режиссёра
- Смерть господина Лазареску (2005)
- Furia (2002)
- Аминь (2002)

### Продюсер
- Оно может пройти сквозь стену (2014)
- Film pentru prieteni (2011)
- Александра (2006)

## Награды
- Кавалер национального ордена «За заслуги» (14 января 2016 года)[9]